# Free Speech Coalition
La Free Speech Coalition (FSC) est une association à but non lucratif, militant pour le droit à la pornographie et à l'industrie du sexe aux États-Unis. Fondée en 1991, il s'oppose à l'adoption et de l'application des lois dites d'obscénité et à de nombreuses lois de censure. Son action prolonge celle de l'ancienne Adult Film Association of America créée en 1976.

## Dépistage
En plus de son militantisme anti-censure, la FSC gère une base de données de dépistage des IST pour les acteurs et actrices de films pornographique. La base de données est destinée à réduire ou à prévenir la propagation des maladies sexuellement transmissibles dans l'industrie du porno. Cette gestion est effectuée via l'Adult Production Health and Safety Services (APHSS), qui est directement gérée par la Free Speech Coalition.

## Activités menées
La FSC a déjà participé à 2 257 procès pour défendre ses positions devant le législateur. Elle mène par ailleurs diverses actions visant à réfuter les allégations de dépendance à la pornographie et autres « effets secondaires » de la pornographie. Enfin l'organisation s'implique aussi dans des problématiques plus larges, comme celles de la sécurité au travail.

### Prix d'excellence
L'organisation remet chaque année un prix d'excellence lors des Cybersocket Web Awards (remporté en 2010 par CorbinFisher.com).